# Schulprogramm (historisch)

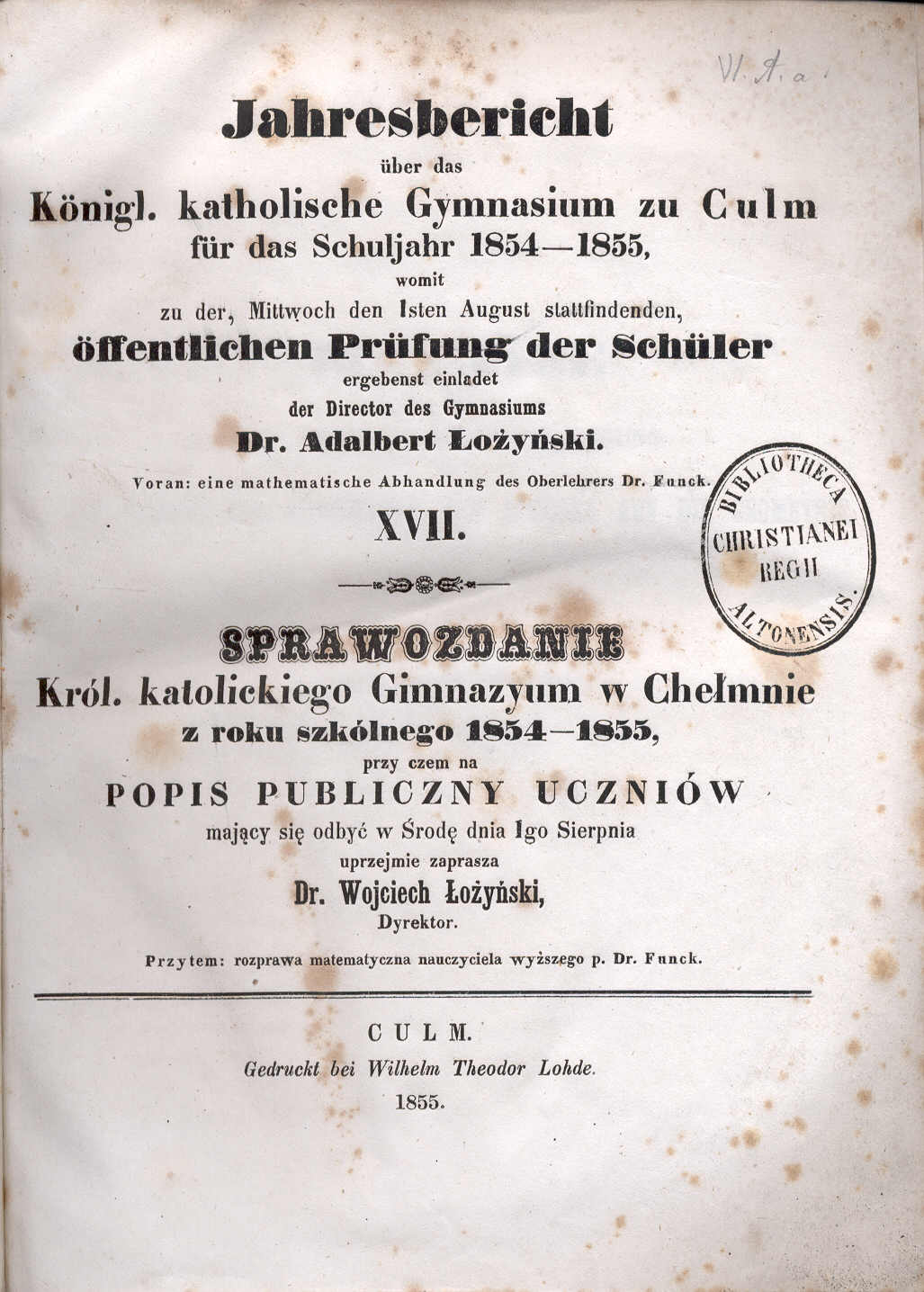
Titelblatt eines Schulprogramms aus Culm auf das Schuljahr 1854/55, zweisprachig

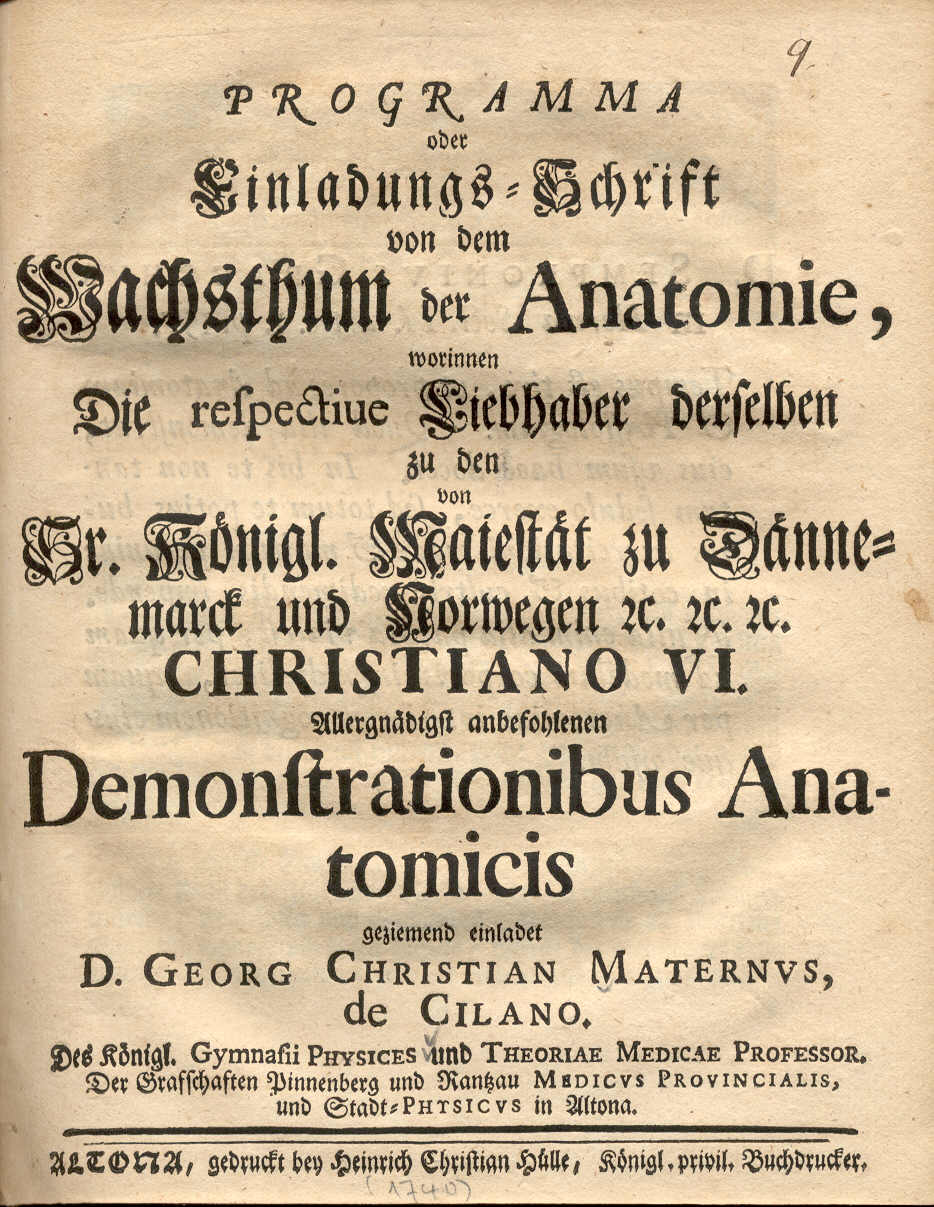
Einladung zu einer Lehrveranstaltung von G. C. Matern de Cilano am Königlichen Gymnasium in Altona, 1740

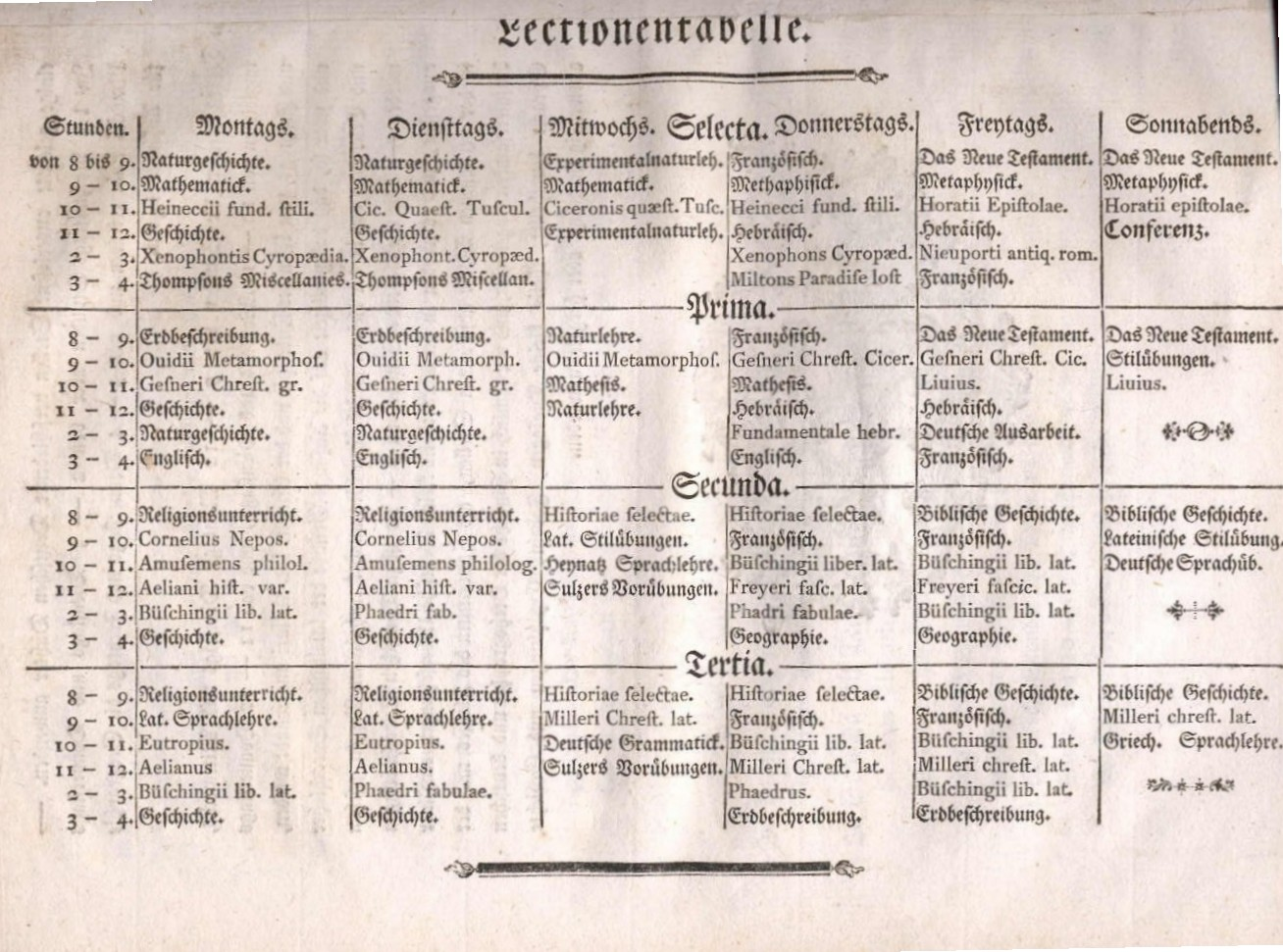
Tabelle der Lektionen des Königlichen Gymnasiums in Altona, 1777

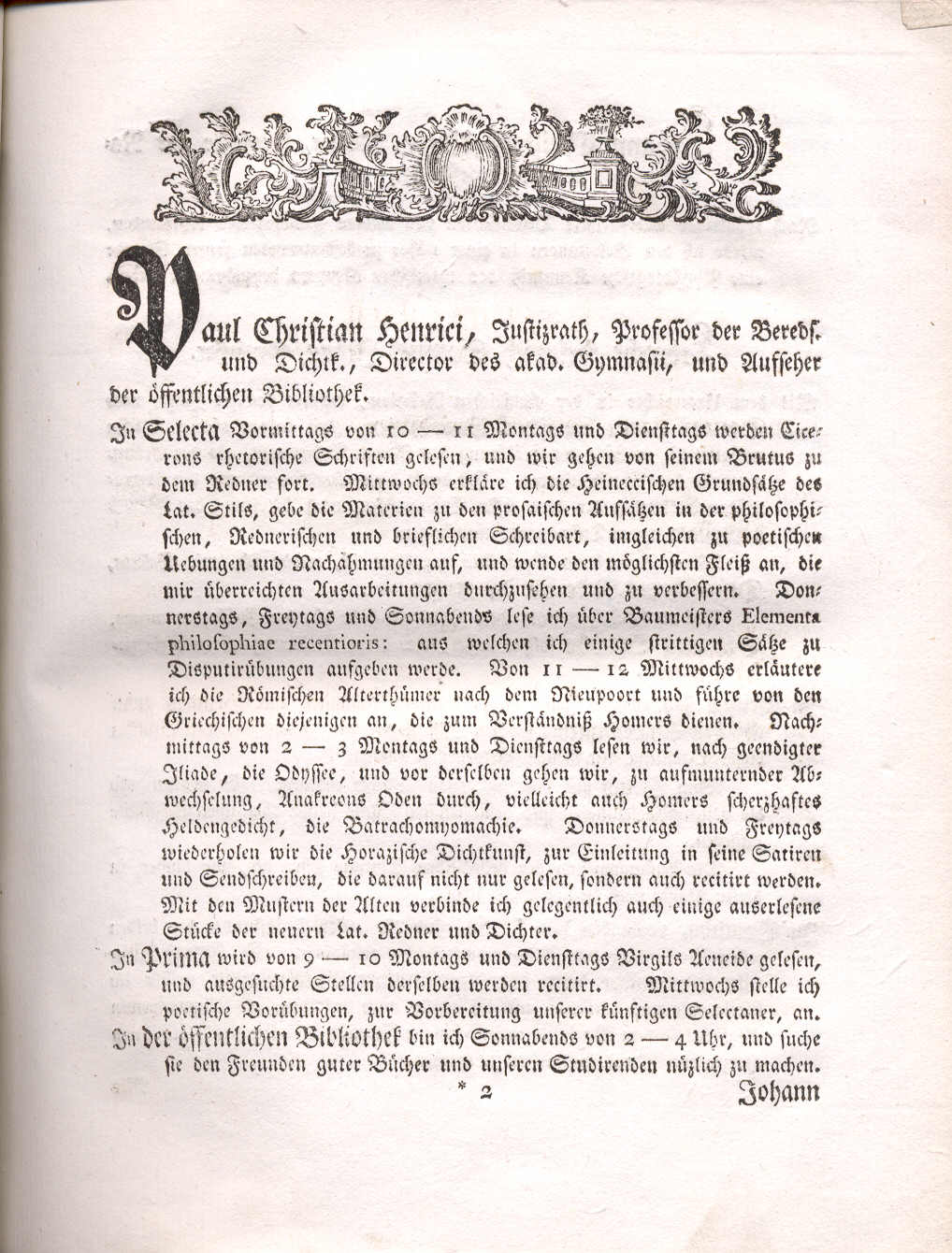
Ankündigung der Lehrveranstaltungen eines Direktors und Bibliothekars, 1792

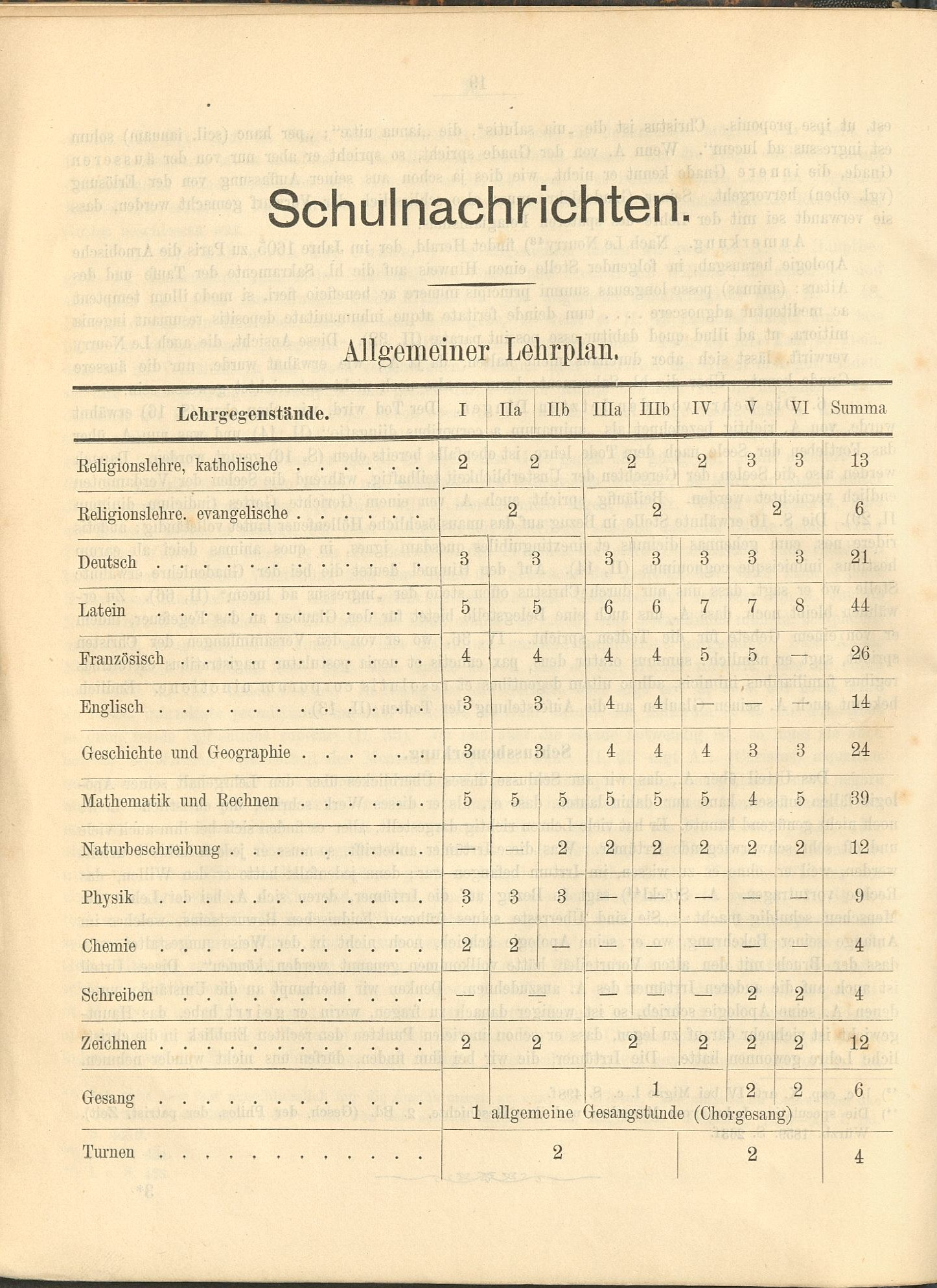
Stundentafel des Realgymnasiums Neisse 1883/84

Ein Schulprogramm war im 19. und frühen 20. Jahrhundert eine von einer höheren Schule jährlich herausgegebene gedruckte Veröffentlichung, die den Jahresbericht der Anstalt in der Regel mit einer wissenschaftlichen Abhandlung verband und durch Austausch unter den Schulen verbreitet wurde. Die Schulprogramme stellen in Deutschland, Österreich sowie den ehemals deutschsprachigen Gebieten Osteuropas und des Baltikums eine einzigartige und herausragende Quelle für die Erforschung der Entwicklung des Schulwesens dar.

## Entstehung
Die Schulprogramme gingen aus den Einladungen von Lehranstalten zu den alljährlichen Prüfungen und Vorträgen, den Vorläufern des Abiturs, hervor. Solche gedruckten Einladungsschriften sind bereits aus dem Ende des 16. Jahrhunderts bekannt, hervorgegangen aus den sogenannten Thesenblättern. Im 18. Jahrhundert wurde es darüber hinaus zunehmend üblich, dass ein Gymnasium Academicum auch zu einzelnen besonderen Lehrveranstaltungen Einladungen drucken ließ, da diese nicht selten öffentlich waren. Das Lehrprogramm des jeweiligen Schuljahres wurde in gedruckten Heften tabellarisch aufgeführt und mit Erläuterungen versehen. Oft wurden diese Veranstaltungskalender auch durch lateinisch abgefasste Abhandlungen ergänzt, in denen die Professoren sich mit den Gegenständen ihrer Lehre befassten und ihre wissenschaftliche Exzellenz zu zeigen trachteten. Diese Publikationen wurden zuweilen gesammelt und, in chronologischer Folge gebunden, zum Beispiel als Opuscula Professorum aufbewahrt.
1824 machte ein Erlass des Kultusministeriums vom 23. August, die Gymnasial-Prüfungsprogramme betreffend, für alle preußischen Gymnasien zur Pflicht, regelmäßig Rechenschaft über die geleistete Arbeit, die Inhalte der Lehre und die Prüfungen abzulegen in Form von Programmen, die einmal im Jahr veröffentlicht werden sollten. Kurz darauf folgten andere Länder diesem Beispiel, so Bayern (1825), Sachsen (1833), Baden (1836), und ein landesweiter Austausch wurde organisiert, dem sich schon 1831 die Freien Städte Frankfurt am Main und Lübeck, 1836 Sachsen und weitere Staaten anschlossen.
Die Programme dienten dem gegenseitigen Wissens- und Erfahrungsaustausch und der Fortbildung. Außerdem waren sie ein Mittel der Öffentlichkeitsarbeit. Daneben konnte die preußische Schulaufsicht durch sie eine gewisse Vereinheitlichung erreichen.
Nach dem preußischen Vorbild wurden im 19. Jahrhundert auch in Österreich Jahresberichte eingeführt. Dort hat man im Gegensatz zu Deutschland auch nach Ende des Zweiten Weltkrieges an dieser Tradition festgehalten und weiterhin Jahresberichte herausgegeben.

## Aufbau
In den folgenden Jahrzehnten erhielten die Schulprogramme einen einheitlichen Aufbau, der für Preußen folgendermaßen vorgegeben war:
- Abhandlung über ein wissenschaftliches Thema vom Direktor oder einem Mitglied des Lehrkörpers (bis 1872 verpflichtend, dann fakultativ als Beilage)
- Schulnachrichten

I. Lehrverfassung;
A. Lehrplan für das Schuljahr;
a. Allgemeiner Lehrplan;
b. Verteilung der Fächer auf die einzelnen Lehrer
c. Spezieller Lehrplan der Klassen
B. Übersicht über die erlassenen Verfügungen von allgemeinem Interesse
II. Chronik des verflossenen Schuljahres
III. Statistische Nachrichten
A. Curatorium und Lehrer-Kollegium der Anstalt
B. Frequenz der Anstalt / Namen der Abiturienten
C. Stand des Lehrapparates
D. Etat der Anstalt
IV. Stiftungen der Schule
V. Besondere Mitteilungen an die Eltern
Im Gegensatz zum heutigen so genannten Schulprogramm waren die Programme des 19. Jahrhunderts nicht Zielvorstellungen und Profilbeschreibungen für die zukünftige Entwicklung einer Schule, sondern Rechenschaftsberichte über das zurückliegende Schuljahr; allerdings ist auch auf diese Weise das jeweilige Schulprofil deutlich erkennbar. Am ehesten sind die Schulprogramme noch mit den Yearbooks amerikanischer Schulen und Colleges vergleichbar.
Seit 1899 hießen die Programme offiziell nur noch Jahresberichte, eine Namensänderung, die sich nur langsam durchsetzte, allerdings den Begriff Schulprogramm für diese Berichte bis heute nicht hat verdrängen können. Auch die weit älteren Vorlesungsanzeigen werden in der Literatur längst als Schulprogramme geführt.

## Erfolg und Krise
Die Idee zur Vereinheitlichung und zum Austausch der Schulprogramme wirkte sich sowohl positiv als auch negativ aus.
Schon 1860 nahmen 350 Anstalten am Austausch teil; 1869 verfügten manche Schulen schon über 10.000 Exemplare. Obwohl 1872 die bis dahin geltende Pflicht zur Aufnahme einer Abhandlung in die Möglichkeit ihrer Beigabe umgewandelt wurde, waren die Behörden mit dem Austausch zunehmend überfordert. Daher wurde der Austausch 1876 dem Verlag Teubner in Leipzig übergeben, der ihn mit großem logistischen Einsatz bis 1916 weiterführen konnte. Um diese Zeit waren, so schätzt C. Struckmann, bei kontinuierlicher Sammeltätigkeit „an einer preußischen Schule maximal 50000 Programme vorhanden“.
Der ursprüngliche Ansatz, nämlich eine Plattform für Fortbildung und pädagogischen Austausch zu schaffen, ging in dieser gewaltigen Menge unter. Hinzu kamen Probleme bei der Archivierung und Katalogisierung. Während diese in einigen Schulen nach den Schulorten (Provenienzprinzip) erfolgte, geschah dies andernorts nach den Themen der Abhandlungen (Pertinenzprinzip), was die Geschlossenheit der Überlieferung zerstörte. Einige Schulen verzichteten ganz auf eine Katalogisierung, was das gesamte Material unzugänglich machte. In vielen Fällen wurde dieser Altbestand zunehmend als Belastung empfunden. Eine Verordnung von 1943 erklärte die Schulprogramme für „zweifellos meistens entbehrlich“ und ordnete die Überweisung in die Altmaterialsammlung an.
Was diese Aussonderung überlebte, landete in den 1960er Jahren nicht selten im Müll oder im antiquarischen Buchhandel. Die Sammlung der Schulprogrammschriften in der Justus-Liebig-Universität Gießen entstand durch den Ankauf von 12.000 Exemplaren zum Stückpreis von 0,66 DM aus dem Antiquariatshandel im Jahr 1969. Dieser Bestand wurde durch Schenkungen von Schulen, durch die im Laufe des Jahres 1970 weitere 35.000 Exemplare zusammenkamen, und den Ankauf von 34.000 Schulprogrammen, die in den Jahren 1974 bis 1978 zum Stückpreis von 0,40 DM aus Wien erworben wurden, noch beträchtlich vermehrt.

## Bedeutung

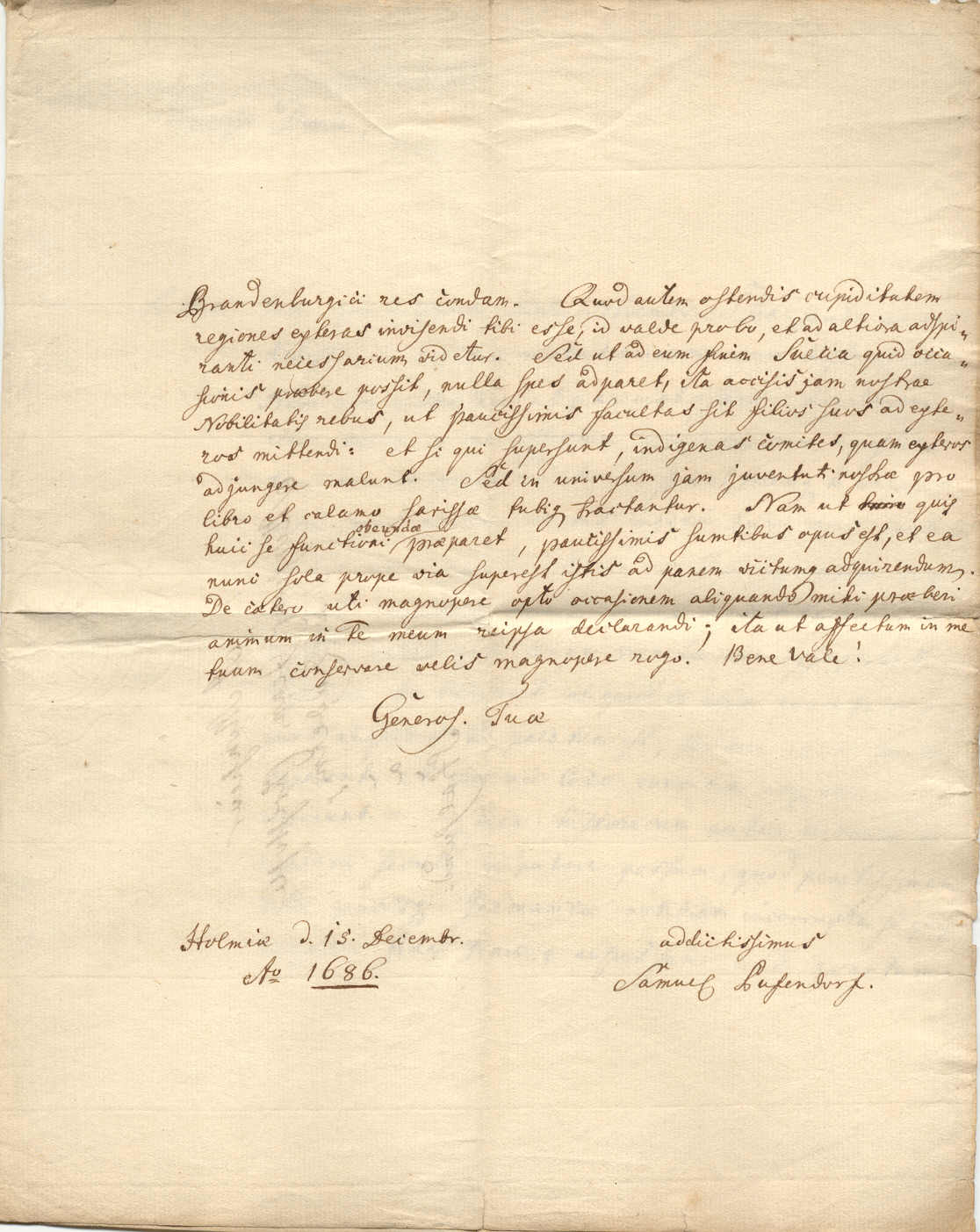
Aus einem Brief von Samuel von Pufendorf aus Stockholm an einen Jean Christofle in Stralsund, 15. Dezember 1686; ediert von Johann Claußen in einem Schulprogramm 1906

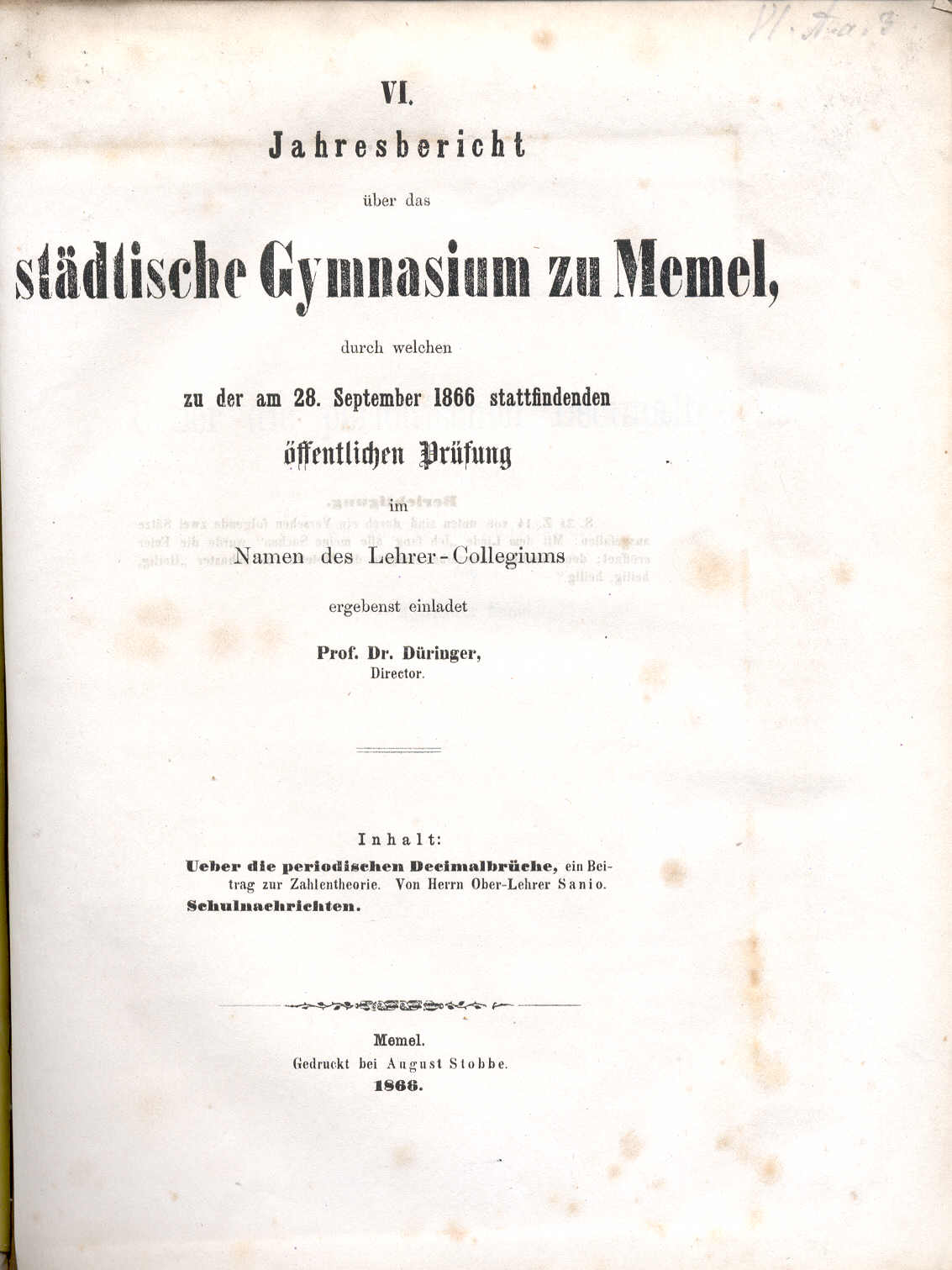
Schulprogramm des Gymnasiums zu Memel, 1866; Titelblatt

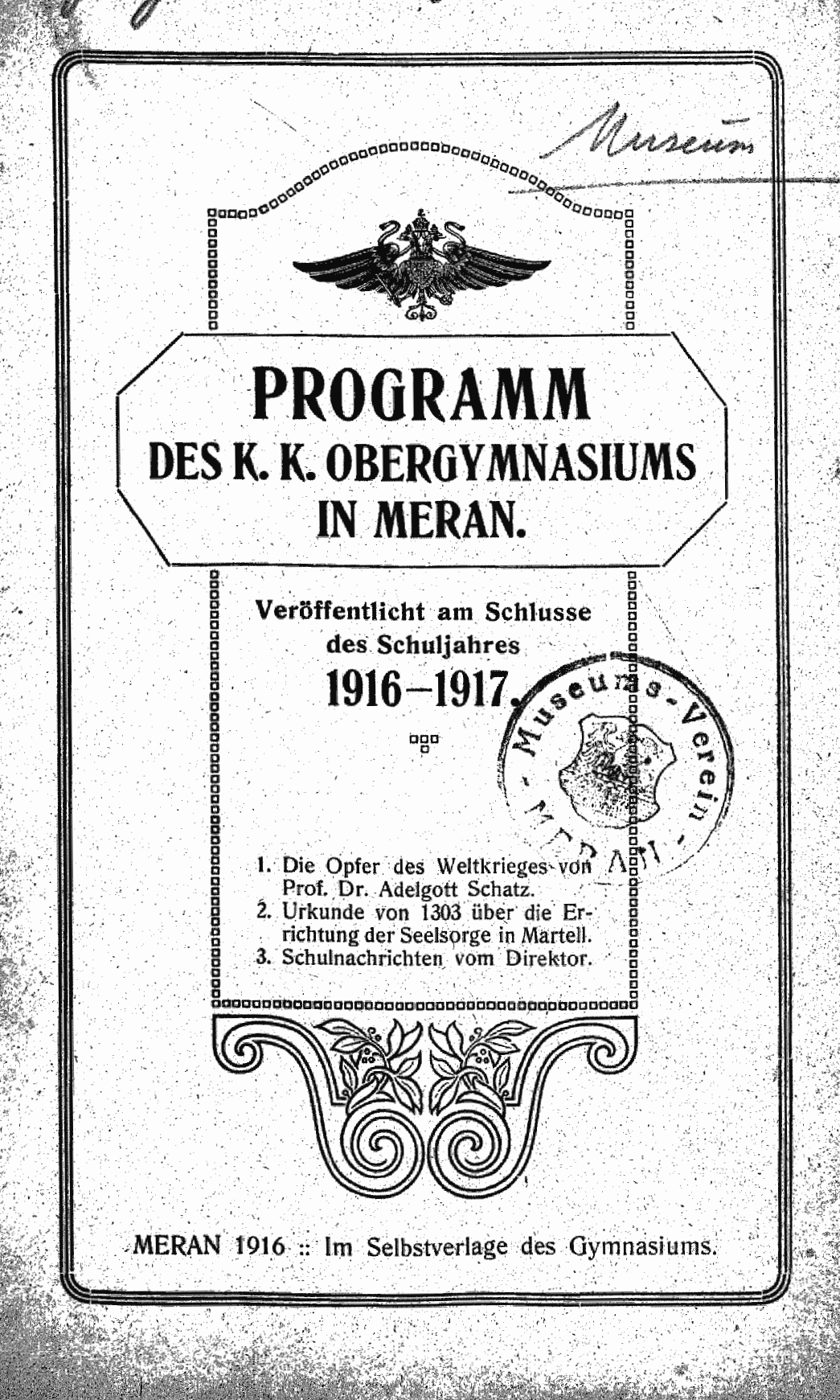
Schulprogramm des k.k. Obergymnasiums Meran von 1916–1917, Titelblatt

Bedingt auch durch die zeitweise schlechte bibliografische Zugänglichkeit, setzte sich die Einsicht in den Quellenwert der Schulprogramme erst nach und nach durch. Im Vorwort zum Katalog der Sammlung in der Lübecker Stadtbibliothek heißt es dazu, Schulprogramme seien „eine der vornehmsten Quellengattungen für Forschungen auf den Gebieten Schulgeschichte, Geschichte der Pädagogik, historische Bildungssoziologie, Schulvolkskunde und Ideologiegeschichte“.
Die Abhandlungen geben einen reichen Einblick in die weitgestreuten wissenschaftlichen Interessen des Lehrpersonals. Sie machen deutlich, welchen hohen Anspruch vor allem die Gymnasien vertraten. Doch boten sie ebenso oft – vor allem, bevor es entsprechende Zeitschriften gab – eine Plattform z. B. für lokalhistorische und pädagogische Abhandlungen und spiegeln zeitgemäße Bewegungen in der Wissenschaftslandschaft wider, so etwa die Einführung moderner Fremdsprachen wie Französisch und Englisch oder den rasanten Aufstieg der Naturwissenschaften in der zweiten Hälfte des 19. Jahrhunderts.
Einige Schulprogramm-Abhandlungen haben unterdessen sogar besondere wissenschaftliche Bedeutung erlangt, etwa wenn sie zwischenzeitlich nicht ersetzte Editionen entlegener, auch literarischer Texte enthalten. So edierte zum Beispiel Alfred Puls 1898 ein Niederdeutsches Gebetbuch aus dem 14. Jahrhundert im Rahmen der wissenschaftlichen Beilage, und Johann Claußen gab 1904 und 1906 in Schulprogrammen die Briefe des Philologen Johannes Caselius, geschrieben 1589, heraus. Christian Heinrich Postels und Jacob von Melles Beschreibung einer Reise … nach den Niederlanden und England im Jahre 1683 wurde erstmals 1891 in einem Lübecker Schulprogramm ediert.
Die eigentlichen Jahresberichte sind eine Fundgrube für sonst nur schwer erhebbare Daten und Fakten und stellen für einige Schulen, beispielsweise für die der deutschen Ostgebiete, nach Kriegszerstörung deren einzige Überlieferung dar, insbesondere durch die von den preußischen Instrukteuren in den Schulprogrammen geforderten chronistischen Anteile. Die Listen der Schüler und Lehrer sind oft wichtige Quellen, aus denen sich z. B. der gemeinsame Schulbesuch bekannter Personen oder Lehrer-Schüler-Verhältnisse rekonstruieren lassen.
In einigen glücklichen Fällen, die indes im Wesentlichen westdeutsche Anstalten betreffen, konnten nach dem Ende der Rechenschaftspflicht die Chroniken der Schulen und die Berichte über das Geleistete in anderen Publikationen weitergeführt werden; manche Schulen geben auch heute noch offizielle Jahrbücher heraus, die etwa über besondere Aktivitäten der Schüler, Projekte, neue Unterrichtsfächer, pensionierte und neu eingestellte Lehrer usw. informieren. Der Inhalt ist hierbei aber recht unterschiedlich und hängt oftmals vom Interesse und besonderen Engagement einzelner Lehrer ab. Daneben gibt es mitunter auch halboffizielle Publikationen z. B. Veröffentlichungen von Ehemaligen-, Freundes- oder Fördervereinen der Gymnasien.

## Überlieferung
Umfangreiche Bestände an Schulprogrammen finden sich neben den schon erwähnten Sammlungen in Gießen und Lübeck vor allem in der zentralen preußischen Sammlung der früheren Reichsstelle für Schulwesen in Berlin, seit 1997 in der Bibliothek für Bildungsgeschichtliche Forschung, sowie in der Bibliothek der Franckeschen Stiftungen in Halle (Saale) und (gesammelt seit 1836 bis 1918) im Hamburger Christianeum.
Die Universitäts- und Landesbibliothek Düsseldorf besitzt eine Sammlung von ca. 40.000 Schulprogrammen, die sie seit 2009 – unter anderem in der Zeitschriftendatenbank (ZDB) – erschlossen, digitalisiert und im Internet bereitgestellt hat. 2014 hat die ULB Düsseldorf damit begonnen, die Schulprogramm-Sammlung des Görres-Gymnasiums Düsseldorf analog zu den eigenen Beständen zu erschließen und zu digitalisieren. Damit soll eine digitale Sammlung entstehen, in der fast der gesamte Bestand an Schulprogrammen in Deutschland in einer tiefenerschlossenen Form zugänglich gemacht wird.
In den USA besitzt die Bibliothek der University of Pennsylvania einen größeren Bestand, basierend auf 16.555 deutschen und österreichischen Programmen des Zeitraums 1850 bis 1918, die aus dem Staatsgymnasium in Graz stammten und 1954 über ein Schweizer Antiquariat angeschafft wurden. 1961 erschien ein gedruckter Katalog, der alphabetisch nach Verfassern geordnet ist. Die etwa ein Drittel der Sammlung umfassenden geisteswissenschaftlichen Titel, die gegenüber den naturwissenschaftlichen Titeln als inhaltlich bedeutender angesehen wurden, sind zusätzlich über ein englischsprachiges Schlagwortregister erschlossen.

## Bibliografien
Die ersten Bibliografien von Schulprogrammschriften erschienen in Schulprogrammen. Zu erwähnen sind die Zusammenstellungen von Wilhelm Vetter (Geordnetes Verzeichniß der Abhandlungen, welche in den Schulschriften sämmtlicher an dem Programmentausche Theil nehmenden Lehranstalten vom J. 1851 bis 1863 erschienen sind. 2 Teile, Programm des Gymnasiums Luckau, 1864 und 1865) und Joseph Terbeck (Geordnetes Verzeichniß der Abhandlungen, welche in den Schulschriften sämmtlicher an dem Programmentausche Theil nehmenden Lehranstalten vom Jahre 1864 bis 1868 erschienen sind. Programm des Gymnasium Dionysianum, Rheine 1868). Eine Fortsetzung bildet das von Franz Hübl 1874 in Wien veröffentlichte Systematisch-geordnete Verzeichnis derjenigen Abhandlungen, Reden und Gedichte, welche in den Mittelschulprogrammen Österreichs seit 1870–1873 und in jenen von Preußen und Bayern seit 1869–1872 enthalten sind.
Für den Zeitraum 1876 bis 1910 gibt es das von Rudolf Klussmann für den Verlag Teubner erarbeitete und in fünf Bänden erschienene Werk Systematisches Verzeichnis der Abhandlungen, welche in den Schulschriften sämtlicher an dem Programmtausche teilnehmenden Lehranstalten erschienen sind. Die Programme werden darin in 13 thematisch untergliederten Hauptgruppen sowie durch ein Orts- und Verfasserregister erschlossen. Von 1890 bis 1931 erschien das von der Königlichen Bibliothek (später Staatsbibliothek) erstellte Jahresverzeichnis der an den deutschen Schulanstalten erschienenen Abhandlungen, geordnet nach Verfasseralphabet mit Sach- und Ortsregister.
Umfangreichste Bibliografie ist mit etwa 55.000 verzeichneten Titeln das von Franz Kössler auf der Basis der Gießener Bestände erstellte Verzeichnis der Programm-Abhandlungen deutscher, österreichischer und schweizerischer Schulen der Jahre 1825–1918 (4 Bände 1987 nebst Ergänzungsband 1991, ISBN 3-598-10665-3). Es ist alphabetisch nach Verfassern geordnet und enthält ein Orts- und Schulverzeichnis. Schulprogramme wurden in der Vergangenheit in der pädagogischen Fachpresse besprochen. So enthält beispielsweise die Zeitschrift für das Gymnasialwesen 1847–1912 (Liste der Digitalisate) unzählige Rezensionen preußischer Schulprogramme.